# Furculifera gracilifurca
Furculifera gracilifurca är en insektsart som beskrevs av Kenneth Hedley Lewis Key 1976. Furculifera gracilifurca ingår i släktet Furculifera och familjen Morabidae. Inga underarter finns listade i Catalogue of Life.